# Беседка Л. И. Глебова
Беседка Л. И. Глебова — памятник архитектуры национального значения в Седневе.

## История
Постановлением Кабинета Министров УССР от 24.08.1963 № 970 «Про упорядочение дела учёта и охраны памятников архитектуры на территории Украинской ССР» («Про впорядкування справи обліку та охорони пам'ятників архітектури на території Української РСР») присвоен статус памятник архитектуры национального значения с охранным № 863/2 под названием Беседка.
Не установлена информационная доска.

## Описание
Беседка расположена на склоне правого берега реки Снов в южной части Седнева — на территории парка архитектурно-паркового ансамбля Усадьба Лизогубов. С беседки открывается вид на реку Снов и её пойму.
Беседка сооружена в 1-й половине 19 века в стиле классицизма. Кирпичная и оштукатуренная, 8-колонная ротонда, увенчанная антаблементом под полусферическим куполом. Основой 8-колонной ротонды служит разновысокий стилобат, что обусловлено местностью. К беседке, расположенной на одном из уступов склона, ведёт лестница. У лестницы расположен памятный знак — камень с высеченным текстом «Здесь любил отдыхать, любуясь пейзажем, украинский поет-баснописец Л. И. Глебов».
Гостя в 1859 году у Лизогубов, украинский поет-баснописец Леонид Иванович Глебов любил отдыхать в этой беседке. Считается, что именно здесь был написан стих «Журба», ставший со временем популярной песней («Стоїть гора  високая»).